# Sudriaș, Timiș
Sudriaș este satul de reședință al comunei Traian Vuia din județul Timiș, Banat, România.

## Legături externe

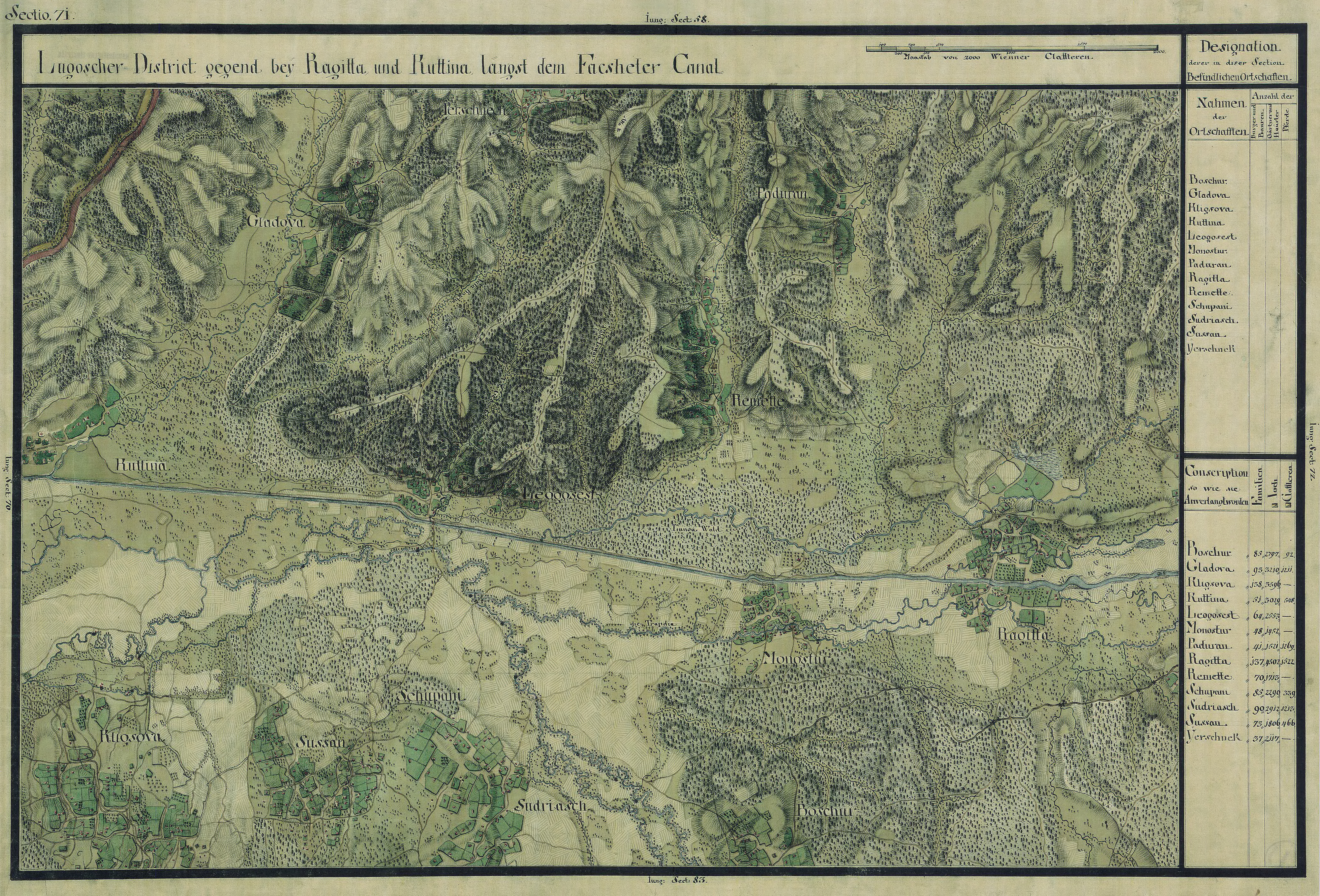
Sudriaş în Harta Iosefină a Banatului, 1769-72